# Théâtre dramatique de Kaunas
Le Théâtre dramatique de Kaunas (lituanien : Kauno valstybinis dramos teatras), fondé en 1920, est le plus ancien théâtre dramatique de Lituanie. Il se trouve à Kaunas au 71, Laisvės alėja.

## Histoire
Le 19 décembre 1920, le théâtre est inauguré par la représentation de la pièce Johannisfeuer de Hermann Sudermann adaptée par le réalisateur Juozas Vaičkus.